# Клітоцибе їстівний
Клітоцибе їстівний, говорушка лійковидна, грузлик їстівний (Clitocybe gibba) — гриб роду клітоцибе (Clitocybe).

## Будова
У грузлика їстівного діаметр шапинки досягає 7 см, за формою у молодих плодових тіл шапинка горбоподібно–випукла, у дорослих — глибоко лійкоподібна, зі звивистим, ніби загнутим досить тонким краєм, вона гола з дрібними лусочками. З нижньої сторони шапинки є пластинки, які наче опускаються на верхівку ніжки. Пластинки вузькі, часті, мають білуватий колір. Ніжка завдовжки до 8 см, завтовшки — до 1
см, вона розташовується по центру шапинки, одного кольору з нею, дещо злегка звивиста.

## Поширення та середовище існування
Плодові тіла грузлика починають утворюватися на грибницях у хвойних і листяних лісах у липні. Плодові тіла утворені тісно переплетеними нитками грибниці, які знаходяться над поверхнею ґрунту, але вони не довговічні. Завершується сезон тихого полювання на грузлика в серпні. Бувають окремі сприятливі роки, коли цього гриба вдається збирати навіть у червні та вересні аж до перших морозів.

## Практичне використання
Грузлик вживається як свіжим, так і маринованим. Його сушать, згодом використовуючи в різних стравах. Гриб багатий на поживні речовини, проте його харчова цінність порівняно невелика. Це пояснюється тим, що хітинова стінка клітин перешкоджає перетравленню цих грибів у кишечнику.